# Bridge (album de Speed)
Pour les articles homonymes, voir Bridge (homonymie).
Albums de SPEED
Carry On My Way
(22 déc. 1999) 4 Colors
(14 nov. 2012)
Lives par SPEED
Memorial Live
(19 déc. 2001) Best Hits Live
(25 février 2004)
Compilations par SPEED
Dear Friends 2
(29 mars 2000) Speedland
(5 août 2009)
Singles
1. Be My Love
Sortie : 27 août 2003
2. Walking in the Rain (...)
Sortie : 27 novembre 2003

Bridge (écrit en capitales : BRIDGE) est le quatrième album original de SPEED.

## Présentation
L'album sort le 27 novembre 2003 au Japon sur le label Sonic Groove, quatre ans après le précédent album original du groupe Carry On My Way sur son précédent label Toys Factory, et trois ans et demi après sa séparation en mars 2000 (il s'était reformé ponctuellement en 2001 pour enregistrer l'album live Speed Memorial Live).
L'album sort à l'occasion d'une nouvelle reformation temporaire de SPEED en support de l'organistion caritative internationale Save the Children, pour laquelle le groupe sortira en quelques mois deux nouveaux singles (Be My Love en août précédent, et le double face A Walking in the Rain / Stars to Shine Again le même jour que l'album), et deux albums (Bridge donc, et l'album live Best Hits Live en février suivant).
L'album atteint la 9e place du classement des ventes de l'Oricon, et reste classé pendant neuf semaines. C'est le premier album original du groupe à ne pas se classer numéro 1. Il se vendra moins que les albums sortis durant la période d'existence initiale du groupe (1996-2000), mais mieux que le précédent album live de 2001.
L'album contient treize titres, dont les trois chansons-titres des deux nouveaux singles Be My Love et Walking in the Rain / Stars to Shine Again. Seulement sept d'entre eux ont été écrits, composés et produits par Hiromasa Ijichi, précédemment seul artiste à l'origine des titres du groupe ; pour la première fois, d'autres artistes vont écrire, composer et produire des titres pour SPEED, dont Tsunku, Chara, Tommy february6...

## Liste des titres
| 1.  | Be My Love (13e single)                                     | Hiromasa Ijichi / Hiromasa Ijichi / Yasutaka Mizushima        | 4:27 |
| 2.  | Stars to Shine Again (Stars to shine again) (du 14e single) | Tommy february6 / Malibu Convertible / Hiroshi Uesugi         | 4:00 |
| 3.  | Cryin'                                                      | Hiromasa Ijichi / Hiromasa Ijichi / Gajin                     | 4:37 |
| 4.  | Walking in the Rain (Walking in the rain) (du 14e single)   | Yutaka Yasuoka / Kaoru Kurosawa / H. Usami, K. Matsumoto      | 5:06 |
| 5.  | Need Your Hands, Tonight                                    | Hiromasa Ijichi / Hiromasa Ijichi / K. Hayashida, S. Nakayama | 5:04 |
| 6.  | Way To Go! (WAY TO GO!)                                     | Tsunku / Tsunku / Mikio Sakai                                 | 4:42 |
| 7.  | Bridge To Heaven                                            | Hiromasa Ijichi / Hiromasa Ijichi / Ryo Kimura                | 5:28 |
| 8.  | Kiss (KISS)                                                 | Chara, Ema / Chara / Masaki Narita, Shinichi Igarashi         | 4:51 |
| 9.  | Kimi to Mata Aeru Hi wo (君とまた逢える日を)                | Hiromasa Ijichi / Hiromasa Ijichi / Nobuyuki Shimizu          | 5:37 |
| 10. | Still Blowing                                               | Hiroaki Hayama / Hiroaki Hayama / Hiroaki Hayama              | 4:26 |
| 11. | Hana (華)                                                   | Hiromasa Ijichi / Hiromasa Ijichi / Yasutaka Mizushima        | 3:46 |
| 12. | Yotsuba no Clover (四ツ葉のクローバー)                      | Yutaka Yasuoka / Yoichi Kitayama / Masayuki Iwata             | 5:09 |
| 13. | With... (WITH…)                                             | Hiromasa Ijichi / Hiromasa Ijichi / Jun Asahi                 | 3:59 |